# Campeonato Mundial de Patinaje de Velocidad sobre Hielo
El Campeonato Mundial de Patinaje de Velocidad sobre Hielo (nombre oficial, ISU World Allround Speed Skating Championships) es la máxima competición internacional de patinaje de velocidad sobre hielo. Es realizado anualmente desde 1893 por la Unión Internacional de Patinaje sobre Hielo (ISU). La participación femenina data de 1936.

## Formato
El Campeonato Mundial ha sufrido a lo largo de sus más de 100 ediciones cambios en su formato, principalmente en los eventos a disputar y en las reglas de puntuación. Actualmente se disputan cuatro distancias para cada género, que no otorgan medallas, solo puntos. Las correspondientes medallas las reciben los tres patinadores que hayan obtenido una puntuación total (la suma de las puntuaciones de las cuatro distancias) menor.

## Concurso masculino
| Núm.                    | Año         | Sede                                             | Oro                                                       | Plata                                                     | Bronce                                                    |                                                  |
| ----------------------- | ----------- | ------------------------------------------------ | --------------------------------------------------------- | --------------------------------------------------------- | --------------------------------------------------------- | ------------------------------------------------ |
| Campeonatos inoficiales |             |                                                  |                                                           |                                                           |                                                           |                                                  |
| 1                       | 1889        | Ámsterdam · ( Países Bajos)                      | —                                                         | —                                                         | —                                                         |                                                  |
| 2                       | 1890        | Ámsterdam · ( Países Bajos)                      | —                                                         | —                                                         | —                                                         |                                                  |
| 3                       | 1891        | Ámsterdam · ( Países Bajos)                      | Joe Donoghue Estados Unidos                               | —                                                         | —                                                         |                                                  |
| 4                       | 1892        | Ámsterdam · ( Países Bajos)                      | Cancelados por las malas condiciones de la pista de hielo | Cancelados por las malas condiciones de la pista de hielo | Cancelados por las malas condiciones de la pista de hielo |                                                  |
| Campeonatos oficiales   |             |                                                  |                                                           |                                                           |                                                           |                                                  |
| I                       | 1893        | Ámsterdam · ( Países Bajos)                      | Jaap Eden · Países Bajos                                  | —                                                         | —                                                         |                                                  |
| II                      | 1894        | Estocolmo · ( Suecia)                            | —                                                         | —                                                         | —                                                         |                                                  |
| III                     | 1895        | Hamar · ( Noruega)                               | Jaap Eden · Países Bajos                                  | —                                                         | —                                                         |                                                  |
| IV                      | 1896        | San Petersburgo · ( Rusia)                       | Jaap Eden · Países Bajos                                  | —                                                         | —                                                         |                                                  |
| V                       | 1897        | Montreal ( Canadá)                               | Jack McCullock Canadá                                     | —                                                         | —                                                         |                                                  |
| VI                      | 1898        | Davos · ( Suiza)                                 | Peder Østlund · Noruega                                   | —                                                         | —                                                         |                                                  |
| VII                     | 1899        | Berlín ( Alemania)                               | Peder Østlund · Noruega                                   | —                                                         | —                                                         |                                                  |
| VIII                    | 1900        | Kristiania · ( Noruega)                          | Edvard Engelsås · Noruega                                 | —                                                         | —                                                         |                                                  |
| IX                      | 1901        | Estocolmo · ( Suecia)                            | Franz Frederik Wathén Finlandia                           | —                                                         | —                                                         |                                                  |
| X                       | 1902        | Helsinki ( Finlandia)                            | —                                                         | —                                                         | —                                                         |                                                  |
| XI                      | 1903        | San Petersburgo · ( Rusia)                       | —                                                         | —                                                         | —                                                         |                                                  |
| XII                     | 1904        | Kristiania · ( Noruega)                          | Sigurd Mathisen · Noruega                                 | —                                                         | —                                                         |                                                  |
| XIII                    | 1905        | Groninga · ( Países Bajos)                       | Coen de Koning · Países Bajos                             | —                                                         | —                                                         |                                                  |
| XIV                     | 1906        | Helsinki ( Finlandia)                            | —                                                         | —                                                         | —                                                         |                                                  |
| XV                      | 1907        | Trondheim · ( Noruega)                           | —                                                         | —                                                         | —                                                         |                                                  |
| XVI                     | 1908        | Davos · ( Suiza)                                 | Oscar Mathisen · Noruega                                  | Martin Sætherhaug · Noruega                               | Moje Öholm · Suecia                                       |                                                  |
| XVII                    | 1909        | Kristiania · ( Noruega)                          | Oscar Mathisen · Noruega                                  | Oluf Steen · Noruega                                      | Otto Andersson · Suecia                                   |                                                  |
| XVIII                   | 1910        | Helsinki ( Finlandia)                            | Nikolai Strunnikov · Rusia                                | Oscar Mathisen · Noruega                                  | Martin Sætherhaug · Noruega                               |                                                  |
| XIX                     | 1911        | Trondheim · ( Noruega)                           | Nikolai Strunnikov · Rusia                                | Martin Sætherhaug · Noruega                               | Henning Olsen · Noruega                                   |                                                  |
| XX                      | 1912        | Kristiania · ( Noruega)                          | Oscar Mathisen · Noruega                                  | Gunnar Strömsten Finlandia                                | Trygve Lundgren · Noruega                                 |                                                  |
| XXI                     | 1913        | Helsinki ( Finlandia)                            | Oscar Mathisen · Noruega                                  | Vasili Ippolitov · Rusia                                  | Nikita Naidenov · Rusia                                   |                                                  |
| XXII                    | 1914        | Kristiania · ( Noruega)                          | Oscar Mathisen · Noruega                                  | Vasili Ippolitov · Rusia                                  | Wäinö Wickström Finlandia                                 |                                                  |
|                         | 1915 – 1921 | No realizados debido a la Primera Guerra Mundial | No realizados debido a la Primera Guerra Mundial          | No realizados debido a la Primera Guerra Mundial          | No realizados debido a la Primera Guerra Mundial          | No realizados debido a la Primera Guerra Mundial |
| XXIII                   | 1922        | Kristiania · ( Noruega)                          | Harald Strøm · Noruega                                    | Roald Larsen · Noruega                                    | Clas Thunberg · Finlandia                                 |                                                  |
| XXIV                    | 1923        | Estocolmo · ( Suecia)                            | Clas Thunberg · Finlandia                                 | Harald Strøm · Noruega                                    | Yakov Melnikov URSS                                       |                                                  |
| XXV                     | 1924        | Helsinki · ( Finlandia)                          | Roald Larsen · Noruega                                    | Uuno Pietilä · Finlandia                                  | Julius Skutnabb · Finlandia                               |                                                  |
| XXVI                    | 1925        | Oslo · ( Noruega)                                | Clas Thunberg · Finlandia                                 | Uuno Pietilä · Finlandia                                  | Roald Larsen · Noruega                                    |                                                  |
| XXVII                   | 1926        | Trondheim · ( Noruega)                           | Ivar Ballangrund · Noruega                                | Roald Larsen · Noruega                                    | Bernt Evensen · Noruega                                   |                                                  |
| XXVIII                  | 1927        | Tampere · ( Finlandia)                           | Bernt Evensen · Noruega                                   | Clas Thunberg · Finlandia                                 | Armand Carlsen · Noruega                                  |                                                  |
| XXIX                    | 1928        | Davos · ( Suiza)                                 | Clas Thunberg · Finlandia                                 | Ivar Ballangrund · Noruega                                | Bernt Evensen · Noruega                                   |                                                  |
| XXX                     | 1929        | Oslo · ( Noruega)                                | Clas Thunberg · Finlandia                                 | Ivar Ballangrund · Noruega                                | Michael Staksrud · Noruega                                |                                                  |
| XXXI                    | 1930        | Oslo · ( Noruega)                                | Michael Staksrud · Noruega                                | Ivar Ballangrund · Noruega                                | Dolf van der Scheer · Países Bajos                        |                                                  |
| XXXII                   | 1931        | Helsinki · ( Finlandia)                          | Clas Thunberg · Finlandia                                 | Bernt Evensen · Noruega                                   | Ivar Ballangrund · Noruega                                |                                                  |
| XXXIII                  | 1932        | Lake Placid ( Estados Unidos)                    | Ivar Ballangrund · Noruega                                | Michael Staksrud · Noruega                                | Bernt Evensen · Noruega                                   |                                                  |
| XXXIV                   | 1933        | Trondheim · ( Noruega)                           | Hans Engnestangen · Noruega                               | Michael Staksrud · Noruega                                | Ivar Ballangrund · Noruega                                |                                                  |
| XXXV                    | 1934        | Helsinki · ( Finlandia)                          | Bernt Evensen · Noruega                                   | Birger Wasenius · Finlandia                               | Ivar Ballangrund · Noruega                                |                                                  |
| XXXVI                   | 1935        | Oslo · ( Noruega)                                | Michael Staksrud · Noruega                                | Ivar Ballangrund · Noruega                                | Hans Engnestangen · Noruega                               |                                                  |
| XXXVII                  | 1936        | Davos · ( Suiza)                                 | Ivar Ballangrund · Noruega                                | Birger Wasenius · Finlandia                               | Eddie Schroeder Estados Unidos                            |                                                  |
| XXXVIII                 | 1937        | Oslo · ( Noruega)                                | Michael Staksrud · Noruega                                | Birger Wasenius · Finlandia                               | Max Stiepl · Austria                                      |                                                  |
| XXXIX                   | 1938        | Davos · ( Suiza)                                 | Ivar Ballangrund · Noruega                                | Karl Wazulek · Austria                                    | Charles Mathiesen · Noruega                               |                                                  |
| XL                      | 1939        | Helsinki · ( Finlandia)                          | Birger Wasenius · Finlandia                               | Alfons Bērziņš Letonia                                    | Charles Mathiesen · Noruega                               |                                                  |
|                         | 1940 – 1946 | No realizados debido a la Segunda Guerra Mundial | No realizados debido a la Segunda Guerra Mundial          | No realizados debido a la Segunda Guerra Mundial          | No realizados debido a la Segunda Guerra Mundial          | No realizados debido a la Segunda Guerra Mundial |
| XLI                     | 1947        | Oslo · ( Noruega)                                | Lassi Parkkinen · Finlandia                               | Sverre Farstad · Noruega                                  | Åke Seyffarth · Suecia                                    |                                                  |
| XLII                    | 1948        | Helsinki · ( Finlandia)                          | Odd Lundberg · Noruega                                    | Johnny Werket Estados Unidos                              | Henry Wahl · Noruega                                      |                                                  |
| XLIII                   | 1949        | Oslo · ( Noruega)                                | Kornél Pajor · Hungría                                    | Kees Broekman · Países Bajos                              | Odd Lundberg · Noruega                                    |                                                  |
| XLIV                    | 1950        | Eskilstuna · ( Suecia)                           | Hjalmar Andersen · Noruega                                | Odd Lundberg · Noruega                                    | Johnny Werket Estados Unidos                              |                                                  |
| XLV                     | 1951        | Davos · ( Suiza)                                 | Hjalmar Andersen · Noruega                                | Johnny Cronshey Reino Unido                               | Kornél Pajor · Hungría                                    |                                                  |
| XLVI                    | 1952        | Hamar · ( Noruega)                               | Hjalmar Andersen · Noruega                                | Lassi Parkkinen · Finlandia                               | Ivar Martinsen · Noruega                                  |                                                  |
| XLVII                   | 1953        | Helsinki · ( Finlandia)                          | Oleg Goncharenko URSS                                     | Boris Shilkov URSS                                        | Willem van der Voort · Países Bajos                       |                                                  |
| XLVIII                  | 1954        | Sapporo ( Japón)                                 | Boris Shilkov URSS                                        | Oleg Goncharenko URSS                                     | Yevgueni Grishin URSS                                     |                                                  |
| XLIX                    | 1955        | Moscú ( URSS)                                    | Sigge Ericsson · Suecia                                   | Oleg Goncharenko URSS                                     | Boris Shilkov URSS                                        |                                                  |
| L                       | 1956        | Oslo · ( Noruega)                                | Oleg Goncharenko URSS                                     | Robert Merkulov URSS                                      | Yevgueni Grishin URSS                                     |                                                  |
| LI                      | 1957        | Östersund · ( Suecia)                            | Knut Johannesen · Noruega                                 | Boris Shilkov URSS                                        | Boris Tsybin URSS                                         |                                                  |
| LII                     | 1958        | Helsinki · ( Finlandia)                          | Oleg Goncharenko URSS                                     | Vladimir Shilykovski URSS                                 | Roald Aas · Noruega                                       |                                                  |
| LIII                    | 1959        | Oslo · ( Noruega)                                | Juhani Järvinen · Finlandia                               | Toivo Salonen · Finlandia                                 | Robert Merkulov URSS                                      |                                                  |
| LIV                     | 1960        | Davos · ( Suiza)                                 | Boris Stenin URSS                                         | André Kouprianoff Francia                                 | Helmut Kuhnert RDA                                        |                                                  |
| LV                      | 1961        | Gotemburgo · ( Suecia)                           | Henk van der Grift · Países Bajos                         | Viktor Kosichkin URSS                                     | Rudie Liebrechts · Países Bajos                           |                                                  |
| LVI                     | 1962        | Moscú ( URSS)                                    | Viktor Kosichkin URSS                                     | Henk van der Grift · Países Bajos                         | Ivar Nilsson · Suecia                                     |                                                  |
| LVII                    | 1963        | Karuizawa ( Japón)                               | Jonny Nilsson · Suecia                                    | Knut Johannesen · Noruega                                 | Nils Egil Åness · Noruega                                 |                                                  |
| LVIII                   | 1964        | Helsinki · ( Finlandia)                          | Knut Johannesen · Noruega                                 | Viktor Kosichkin URSS                                     | Rudie Liebrechts · Países Bajos                           |                                                  |
| LIX                     | 1965        | Oslo · ( Noruega)                                | Per Ivar Moe · Noruega                                    | Jouko Launonen · Finlandia                                | Ard Schenk · Países Bajos                                 |                                                  |
| LX                      | 1966        | Gotemburgo · ( Suecia)                           | Kees Verkerk · Países Bajos                               | Ard Schenk · Países Bajos                                 | Jonny Nilsson · Suecia                                    |                                                  |
| LXI                     | 1967        | Oslo · ( Noruega)                                | Kees Verkerk · Países Bajos                               | Ard Schenk · Países Bajos                                 | Fred Anton Maier · Noruega                                |                                                  |
| LXII                    | 1968        | Gotemburgo · ( Suecia)                           | Fred Anton Maier · Noruega                                | Magne Thomassen · Noruega                                 | Ard Schenk · Países Bajos                                 |                                                  |
| LXIII                   | 1969        | Deventer · ( Países Bajos)                       | Dag Fornæss · Noruega                                     | Göran Claeson · Suecia                                    | Kees Verkerk · Países Bajos                               |                                                  |
| LXIV                    | 1970        | Oslo · ( Noruega)                                | Ard Schenk · Países Bajos                                 | Magne Thomassen · Noruega                                 | Kees Verkerk · Países Bajos                               |                                                  |
| LXV                     | 1971        | Gotemburgo · ( Suecia)                           | Ard Schenk · Países Bajos                                 | Göran Claeson · Suecia                                    | Kees Verkerk · Países Bajos                               |                                                  |
| LXVI                    | 1972        | Oslo · ( Noruega)                                | Ard Schenk · Países Bajos                                 | Roar Grønvold · Noruega                                   | Jan Bols · Países Bajos                                   |                                                  |
| LXVII                   | 1973        | Deventer · ( Países Bajos)                       | Göran Claeson · Suecia                                    | Sten Stensen · Noruega                                    | Piet Kleine · Países Bajos                                |                                                  |
| LXVIII                  | 1974        | Inzell ( RFA)                                    | Sten Stensen · Noruega                                    | Harm Kuipers · Países Bajos                               | Göran Claeson · Suecia                                    |                                                  |
| LXIX                    | 1975        | Oslo · ( Noruega)                                | Harm Kuipers · Países Bajos                               | Vladimir Ivanov URSS                                      | Yuri Kondakov URSS                                        |                                                  |
| LXX                     | 1976        | Heerenveen · ( Países Bajos)                     | Piet Kleine · Países Bajos                                | Sten Stensen · Noruega                                    | Hans van Helden · Países Bajos                            |                                                  |
| LXXI                    | 1977        | Heerenveen · ( Países Bajos)                     | Eric Heiden Estados Unidos                                | Jan Egil Storholt · Noruega                               | Sten Stensen · Noruega                                    |                                                  |
| LXXII                   | 1978        | Gotemburgo · ( Suecia)                           | Eric Heiden Estados Unidos                                | Jan Egil Storholt · Noruega                               | Serguei Marchuk URSS                                      |                                                  |
| LXXIII                  | 1979        | Oslo · ( Noruega)                                | Eric Heiden Estados Unidos                                | Jan Egil Storholt · Noruega                               | Kay Arne Stenshjemmet · Noruega                           |                                                  |
| LXXIV                   | 1980        | Heerenveen · ( Países Bajos)                     | Hilbert van der Duim · Países Bajos                       | Eric Heiden Estados Unidos                                | Tom Erik Oxholm · Noruega                                 |                                                  |
| LXXV                    | 1981        | Oslo · ( Noruega)                                | Amund Sjøbrend · Noruega                                  | Kay Arne Stenshjemmet · Noruega                           | Jan Egil Storholt · Noruega                               |                                                  |
| LXXVI                   | 1982        | Assen · ( Países Bajos)                          | Hilbert van der Duim · Países Bajos                       | Dmitri Bochkariov URSS                                    | Rolf Falk-Larssen · Noruega                               |                                                  |
| LXXVII                  | 1983        | Oslo · ( Noruega)                                | Rolf Falk-Larssen · Noruega                               | Tomas Gustafson · Suecia                                  | Alexandr Baranov URSS                                     |                                                  |
| LXXVIII                 | 1984        | Gotemburgo · ( Suecia)                           | Oleg Bozhiev URSS                                         | Andreas Ehrig RDA                                         | Hilbert van der Duim · Países Bajos                       |                                                  |
| LXXIX                   | 1985        | Hamar · ( Noruega)                               | Hein Vergeer · Países Bajos                               | Oleg Bozhiev URSS                                         | Hilbert van der Duim · Países Bajos                       |                                                  |
| LXXX                    | 1986        | Inzell ( RFA)                                    | Hein Vergeer · Países Bajos                               | Oleg Bozhiev URSS                                         | Viktor Shasherin URSS                                     |                                                  |
| LXXXI                   | 1987        | Heerenveen · ( Países Bajos)                     | Nikolai Guliayev URSS                                     | Oleg Bozhiev URSS                                         | Michael Hadschieff · Austria                              |                                                  |
| LXXXII                  | 1988        | Almá-Atá ( URSS)                                 | Eric Flaim Estados Unidos                                 | Leo Visser · Países Bajos                                 | David Silk Estados Unidos                                 |                                                  |
| LXXXIII                 | 1989        | Oslo · ( Noruega)                                | Leo Visser · Países Bajos                                 | Gerard Kemkers · Países Bajos                             | Geir Karlstad · Noruega                                   |                                                  |
| LXXXIV                  | 1990        | Innsbruck · ( Austria)                           | Johann Olav Koss · Noruega                                | Ben van der Burg · Países Bajos                           | Bart Veldkamp · Países Bajos                              |                                                  |
| LXXXV                   | 1991        | Heerenveen · ( Países Bajos)                     | Johann Olav Koss · Noruega                                | Roberto Sighel · Italia                                   | Bart Veldkamp · Países Bajos                              |                                                  |
| LXXXVI                  | 1992        | Calgary · ( Canadá)                              | Roberto Sighel · Italia                                   | Falko Zandstra · Países Bajos                             | Johann Olav Koss · Noruega                                |                                                  |
| LXXXVII                 | 1993        | Hamar · ( Noruega)                               | Falko Zandstra · Países Bajos                             | Johann Olav Koss · Noruega                                | Rintje Ritsma · Países Bajos                              |                                                  |
| LXXXVIII                | 1994        | Gotemburgo · ( Suecia)                           | Johann Olav Koss · Noruega                                | Ids Postma · Países Bajos                                 | Rintje Ritsma · Países Bajos                              |                                                  |
| LXXXIX                  | 1995        | Baselga di Piné · ( Italia)                      | Rintje Ritsma · Países Bajos                              | Keiji Shirahata Japón                                     | Roberto Sighel · Italia                                   |                                                  |
| XC                      | 1996        | Inzell · ( Alemania)                             | Rintje Ritsma · Países Bajos                              | Ids Postma · Países Bajos                                 | Keiji Shirahata Japón                                     |                                                  |
| XCI                     | 1997        | Nagano ( Japón)                                  | Ids Postma · Países Bajos                                 | Keiji Shirahata Japón                                     | Frank Dittrich · Alemania                                 |                                                  |
| XCII                    | 1998        | Heerenveen · ( Países Bajos)                     | Ids Postma · Países Bajos                                 | Rintje Ritsma · Países Bajos                              | Roberto Sighel · Italia                                   |                                                  |
| XCIII                   | 1999        | Hamar · ( Noruega)                               | Rintje Ritsma · Países Bajos                              | Vadim Sayutin · Rusia                                     | Eskil Ervik · Noruega                                     |                                                  |
| XCIV                    | 2000        | Milwaukee ( Estados Unidos)                      | Gianni Romme · Países Bajos                               | Ids Postma · Países Bajos                                 | Rintje Ritsma · Países Bajos                              |                                                  |
| XCV                     | 2001        | Budapest · ( Hungría)                            | Rintje Ritsma · Países Bajos                              | Ids Postma · Países Bajos                                 | Bart Veldkamp · Bélgica                                   |                                                  |
| XCVI                    | 2002        | Heerenveen · ( Países Bajos)                     | Jochem Uytdehaage · Países Bajos                          | Dmitri Shepel · Rusia                                     | Derek Parra Estados Unidos                                |                                                  |
| XCVII                   | 2003        | Gotemburgo · ( Suecia)                           | Gianni Romme · Países Bajos                               | Rintje Ritsma · Países Bajos                              | Ids Postma · Países Bajos                                 |                                                  |
| XCIII                   | 2004        | Hamar · ( Noruega)                               | Chad Hedrick Estados Unidos                               | Shani Davis Estados Unidos                                | Carl Verheijen · Países Bajos                             |                                                  |
| XCIX                    | 2005        | Moscú · ( Rusia)                                 | Shani Davis Estados Unidos                                | Chad Hedrick Estados Unidos                               | Sven Kramer · Países Bajos                                |                                                  |
| C                       | 2006        | Calgary · ( Canadá)                              | Shani Davis Estados Unidos                                | Enrico Fabris · Italia                                    | Sven Kramer · Países Bajos                                |                                                  |
| CI                      | 2007        | Heerenveen · ( Países Bajos)                     | Sven Kramer · Países Bajos                                | Enrico Fabris · Italia                                    | Carl Verheijen · Países Bajos                             |                                                  |
| CII                     | 2008        | Berlín · ( Alemania)                             | Sven Kramer · Países Bajos                                | Håvard Bøkko · Noruega                                    | Shani Davis Estados Unidos                                |                                                  |
| CIII                    | 2009        | Hamar · ( Noruega)                               | Sven Kramer · Países Bajos                                | Håvard Bøkko · Noruega                                    | Enrico Fabris · Italia                                    |                                                  |
| CIV                     | 2010        | Heerenveen · ( Países Bajos)                     | Sven Kramer · Países Bajos                                | Jonathan Kuck Estados Unidos                              | Håvard Bøkko · Noruega                                    |                                                  |
| CV                      | 2011        | Calgary · ( Canadá)                              | Ivan Skobrev · Rusia                                      | Håvard Bøkko · Noruega                                    | Jan Blokhuijsen · Países Bajos                            |                                                  |
| CVI                     | 2012        | Moscú · ( Rusia)                                 | Sven Kramer · Países Bajos                                | Jan Blokhuijsen · Países Bajos                            | Koen Verweij · Países Bajos                               |                                                  |
| CVII                    | 2013        | Hamar · ( Noruega)                               | Sven Kramer · Países Bajos                                | Håvard Bøkko · Noruega                                    | Bart Swings · Bélgica                                     |                                                  |
| CVIII                   | 2014        | Heerenveen · ( Países Bajos)                     | Koen Verweij · Países Bajos                               | Jan Blokhuijsen · Países Bajos                            | Denis Yuskov · Rusia                                      |                                                  |
| CIX                     | 2015        | Calgary · ( Canadá)                              | Sven Kramer · Países Bajos                                | Denis Yuskov · Rusia                                      | Sverre Lunde Pedersen · Noruega                           |                                                  |
| CX                      | 2016        | Berlín · ( Alemania)                             | Sven Kramer · Países Bajos                                | Sverre Lunde Pedersen · Noruega                           | Jan Blokhuijsen · Países Bajos                            |                                                  |
| CXI                     | 2017        | Hamar · ( Noruega)                               | Sven Kramer · Países Bajos                                | Patrick Roest · Países Bajos                              | Jan Blokhuijsen · Países Bajos                            |                                                  |
| CXII                    | 2018        | Ámsterdam · ( Países Bajos)                      | Patrick Roest · Países Bajos                              | Sverre Lunde Pedersen · Noruega                           | Marcel Bosker · Países Bajos                              |                                                  |
| CXIII                   | 2019        | Calgary · ( Canadá)                              | Patrick Roest · Países Bajos                              | Sverre Lunde Pedersen · Noruega                           | Sven Kramer · Países Bajos                                |                                                  |
| CXIV                    | 2020        | Hamar · ( Noruega)                               | Patrick Roest · Países Bajos                              | Sverre Lunde Pedersen · Noruega                           | Seitaro Ichinohe Japón                                    |                                                  |
| CXV                     | 2022        | Hamar · ( Noruega)                               | Nils van der Poel · Suecia                                | Patrick Roest · Países Bajos                              | Bart Swings · Bélgica                                     |                                                  |
| CXVI                    | 2024        | Inzell · Alemania                                | Jordan Stolz Estados Unidos                               | Patrick Roest · Países Bajos                              | Hallgeir Engebråten · Noruega                             |                                                  |

### Medallero histórico
- Medallas obtenidas en la clasificación general (hasta Inzell 2024).

| Núm. | País           | Oro | Plata | Bronce | Total |
| ---- | -------------- | --- | ----- | ------ | ----- |
| 1    | Países Bajos   | 40  | 20    | 30     | 90    |
| 2    | Noruega        | 36  | 35    | 32     | 103   |
| 3    | Rusia          | 11  | 18    | 12     | 41    |
| 4    | Finlandia      | 9   | 10    | 3      | 22    |
| 5    | Estados Unidos | 8   | 5     | 5      | 18    |
| 6    | Suecia         | 4   | 3     | 6      | 13    |
| 7    | Italia         | 1   | 3     | 3      | 7     |
| 8    | Hungría        | 1   | 0     | 1      | 2     |
| 9    | Canadá         | 1   | 0     | 0      | 1     |
| 10   | Japón          | 0   | 2     | 2      | 4     |
| 11   | Austria        | 0   | 1     | 2      | 3     |
| 11   | Alemania       | 0   | 1     | 2      | 3     |
| 13   | Francia        | 0   | 1     | 0      | 1     |
| 13   | Letonia        | 0   | 1     | 0      | 1     |
| 13   | Reino Unido    | 0   | 1     | 0      | 1     |
| 16   | Bélgica        | 0   | 0     | 3      | 3     |
|      | TOTAL          | 111 | 101   | 101    | 313   |

## Concurso femenino
| Núm.      | Año         | Sede                                             | Oro                                              | Plata                                            | Bronce                                           |                                                  |
| --------- | ----------- | ------------------------------------------------ | ------------------------------------------------ | ------------------------------------------------ | ------------------------------------------------ | ------------------------------------------------ |
| I – XXXVI | 1893 – 1935 | No realizados                                    | No realizados                                    | No realizados                                    | No realizados                                    | No realizados                                    |
| XXXVII    | 1936        | Estocolmo · ( Suecia)                            | Kit Klein Estados Unidos                         | Verné Lesche · Finlandia                         | Synnøve Lie · Noruega                            |                                                  |
| XXXVIII   | 1937        | Davos · ( Suiza)                                 | Laila Schou Nilsen · Noruega                     | Synnøve Lie · Noruega                            | Verné Lesche · Finlandia                         |                                                  |
| XXXIX     | 1938        | Oslo · ( Noruega)                                | Laila Schou Nilsen · Noruega                     | Verné Lesche · Finlandia                         | Synnøve Lie · Noruega                            |                                                  |
| XL        | 1939        | Tampere · ( Finlandia)                           | Verné Lesche · Finlandia                         | Liisa Salmi · Finlandia                          | Laura Tamminen · Finlandia                       |                                                  |
|           | 1940 – 1946 | No realizados debido a la Segunda Guerra Mundial | No realizados debido a la Segunda Guerra Mundial | No realizados debido a la Segunda Guerra Mundial | No realizados debido a la Segunda Guerra Mundial | No realizados debido a la Segunda Guerra Mundial |
| XLI       | 1947        | Drammen · ( Noruega)                             | Verné Lesche · Finlandia                         | Else Marie Kristiansen · Noruega                 | Maggi Kvestad · Noruega                          |                                                  |
| XLII      | 1948        | Turku · ( Finlandia)                             | Mariya Isakova URSS                              | Lidiya Selijova URSS                             | Zoya Jolshchevnikova URSS                        |                                                  |
| XLIII     | 1949        | Kongsberg · ( Noruega)                           | Mariya Isakova URSS                              | Zoya Jolshchevnikova URSS                        | Rimma Zhukova URSS                               |                                                  |
| XLIV      | 1950        | Moscú ( URSS)                                    | Mariya Isakova URSS                              | Zinaida Krotova URSS                             | Rimma Zhukova URSS                               |                                                  |
| XLV       | 1951        | Eskilstuna · ( Suecia)                           | Eevi Huttunen · Finlandia                        | Randi Thorvaldsen · Noruega                      | Ragnhild Mikkelsen · Noruega                     |                                                  |
| XLVI      | 1952        | Kokkola · ( Finlandia)                           | Lidiya Selijova URSS                             | Mariya Anikanova URSS                            | Randi Thorvaldsen · Noruega                      |                                                  |
| XLVII     | 1953        | Lillehammer · ( Noruega)                         | Jalida Shchegoleyeva URSS                        | Rimma Zhukova URSS                               | Lidiya Selijova URSS                             |                                                  |
| XLVIII    | 1954        | Östersund · ( Suecia)                            | Lidiya Selijova URSS                             | Rimma Zhukova URSS                               | Sofia Kondakova URSS                             |                                                  |
| XLIX      | 1955        | Kuopio · ( Finlandia)                            | Rimma Zhukova URSS                               | Tamara Rylova URSS                               | Sofia Kondakova URSS                             |                                                  |
| L         | 1956        | Kvarnsveden · ( Suecia)                          | Sofia Kondakova URSS                             | Rimma Zhukova URSS                               | Tamara Rylova URSS                               |                                                  |
| LI        | 1957        | Imatra · ( Finlandia)                            | Inga Artamonova URSS                             | Tamara Rylova URSS                               | Lidiya Selijova URSS                             |                                                  |
| LII       | 1958        | Kristinehamn · ( Suecia)                         | Inga Artamonova URSS                             | Tamara Rylova URSS                               | Sofia Kondakova URSS                             |                                                  |
| LIII      | 1959        | Sverdlovsk ( URSS)                               | Tamara Rylova URSS                               | Valentina Stenina URSS                           | Lidiya Skoblikova URSS                           |                                                  |
| LIV       | 1960        | Östersund · ( Suecia)                            | Valentina Stenina URSS                           | Tamara Rylova URSS                               | Lidiya Skoblikova URSS                           |                                                  |
| LV        | 1961        | Tønsberg · ( Noruega)                            | Valentina Stenina URSS                           | Albina Tuzova URSS                               | Lidiya Skoblikova URSS                           |                                                  |
| LVI       | 1962        | Imatra · ( Finlandia)                            | Inga Artamonova URSS                             | Lidiya Skoblikova URSS                           | Albina Tuzova URSS                               |                                                  |
| LVII      | 1963        | Karuizawa ( Japón)                               | Lidiya Skoblikova URSS                           | Inga Artamonova URSS                             | Valentina Stenina URSS                           |                                                  |
| LVIII     | 1964        | Kristinehamn · ( Suecia)                         | Lidiya Skoblikova URSS                           | Inga Artamonova URSS                             | Tamara Rylova URSS                               |                                                  |
| LIX       | 1965        | Oulu · ( Finlandia)                              | Inga Artamonova URSS                             | Valentina Stenina URSS                           | Stien Kaiser · Países Bajos                      |                                                  |
| LX        | 1966        | Trondheim · ( Noruega)                           | Valentina Stenina URSS                           | Kim Song-Sun Corea del Norte                     | Stien Kaiser · Países Bajos                      |                                                  |
| LXI       | 1967        | Deventer · ( Países Bajos)                       | Stien Kaiser · Países Bajos                      | Lasma Kauniste URSS                              | Dianne Holum Estados Unidos                      |                                                  |
| LXII      | 1968        | Helsinki · ( Finlandia)                          | Stien Kaiser · Países Bajos                      | Ans Schut · Países Bajos                         | Carolina Geijssen · Países Bajos                 |                                                  |
| LXIII     | 1969        | Grenoble Francia                                 | Lasma Kauniste URSS                              | Stien Kaiser · ( Países Bajos)                   | Ans Schut · Países Bajos                         |                                                  |
| LXIV      | 1970        | West Allis ( Estados Unidos)                     | Atje Keulen-Deelstra · Países Bajos              | Stien Kaiser · Países Bajos                      | Sigrid Sundby · Noruega                          |                                                  |
| LXV       | 1971        | Helsinki · ( Finlandia)                          | Nina Statkevich URSS                             | Stien Kaiser · Países Bajos                      | Liudmila Titova URSS                             |                                                  |
| LXVI      | 1972        | Heerenveen · ( Países Bajos)                     | Atje Keulen-Deelstra · Países Bajos              | Stien Baas-Kaiser · Países Bajos                 | Dianne Holum Estados Unidos                      |                                                  |
| LXVII     | 1973        | Strömsund · ( Suecia)                            | Atje Keulen-Deelstra · Países Bajos              | Tatiana Shelejova URSS                           | Trijnie Rep · Países Bajos                       |                                                  |
| LXVIII    | 1974        | Heerenveen · ( Países Bajos)                     | Atje Keulen-Deelstra · Países Bajos              | Tatiana Averina URSS                             | Nina Statkevich URSS                             |                                                  |
| LXIX      | 1975        | Assen · ( Países Bajos)                          | Karin Kessow RDA                                 | Tatiana Averina URSS                             | Sheila Young Estados Unidos                      |                                                  |
| LXX       | 1976        | Gjøvik · ( Noruega)                              | Sylvia Burka · Canadá                            | Tatiana Averina URSS                             | Sheila Young Estados Unidos                      |                                                  |
| LXXI      | 1977        | Keystone ( Estados Unidos)                       | Vera Bryndzei URSS                               | Galina Stepanskaya URSS                          | Galina Nikitina URSS                             |                                                  |
| LXXII     | 1978        | Helsinki · ( Finlandia)                          | Tatiana Averina URSS                             | Galina Stepanskaya URSS                          | Marion Dittmann RDA                              |                                                  |
| LXXIII    | 1979        | La Haya · ( Países Bajos)                        | Elizabeth Heiden Estados Unidos                  | Natalia Petrusiova URSS                          | Sylvia Burka · Canadá                            |                                                  |
| LXXIV     | 1980        | Hamar · ( Noruega)                               | Natalia Petrusiova URSS                          | Elizabeth Heiden Estados Unidos                  | Bjørg Eva Jensen · Noruega                       |                                                  |
| LXXV      | 1981        | Quebec · ( Canadá)                               | Natalia Petrusiova URSS                          | Karin Enke RDA                                   | Sarah Docter Estados Unidos                      |                                                  |
| LXXVI     | 1982        | Inzell ( RFA)                                    | Karin Enke RDA                                   | Andrea Schöne RDA                                | Natalia Petrusiova URSS                          |                                                  |
| LXXVII    | 1983        | Karl-Marx-Stadt ( RDA)                           | Andrea Schöne RDA                                | Karin Enke RDA                                   | Valentina Lalenkova URSS                         |                                                  |
| LXXVIII   | 1984        | Deventer · ( Países Bajos)                       | Karin Enke RDA                                   | Andrea Schöne RDA                                | Gabi Schönbrunn RDA                              |                                                  |
| LXXIX     | 1985        | Sarajevo ( Yugoslavia)                           | Andrea Schöne RDA                                | Gabi Schönbrunn RDA                              | Sabine Brehm RDA                                 |                                                  |
| LXXX      | 1986        | La Haya · ( Países Bajos)                        | Karin Kania RDA                                  | Andrea Ehrig RDA                                 | Sabine Brehm RDA                                 |                                                  |
| LXXXI     | 1987        | West Allis ( Estados Unidos)                     | Karin Kania RDA                                  | Andrea Ehrig RDA                                 | Yvonne van Gennip · Países Bajos                 |                                                  |
| LXXXII    | 1988        | Skien · ( Noruega)                               | Karin Kania RDA                                  | Yvonne van Gennip · Países Bajos                 | Erwina Ryś-Ferens · Polonia                      |                                                  |
| LXXXIII   | 1989        | Lake Placid ( Estados Unidos)                    | Constanze Moser RDA                              | Gunda Kleemann RDA                               | Yvonne van Gennip · Países Bajos                 |                                                  |
| LXXXIV    | 1990        | Calgary · ( Canadá)                              | Jacqueline Börner RDA                            | Seiko Hashimoto Japón                            | Constanze Moser RDA                              |                                                  |
| LXXXV     | 1991        | Hamar · ( Noruega)                               | Gunda Niemann · Alemania                         | Heike Warnicke · Alemania                        | Lia van Schie · Países Bajos                     |                                                  |
| LXXXVI    | 1992        | Heerenveen · ( Países Bajos)                     | Gunda Niemann · Alemania                         | Emese Hunyady · Austria                          | Seiko Hashimoto Japón                            |                                                  |
| LXXXVII   | 1993        | Berlín · ( Alemania)                             | Gunda Niemann · Alemania                         | Emese Hunyady · Austria                          | Heike Warnicke · Alemania                        |                                                  |
| LXXXVIII  | 1994        | Butte ( Estados Unidos)                          | Emese Hunyady · Austria                          | Ulrike Adeberg · Alemania                        | Mihaela Dascălu · Rumania                        |                                                  |
| LXXXIX    | 1995        | Savalen · ( Noruega)                             | Gunda Niemann · Alemania                         | Liudmila Prokashova · Kazajistán                 | Annamarie Thomas · Países Bajos                  |                                                  |
| XC        | 1996        | Inzell · ( Alemania)                             | Gunda Niemann · Alemania                         | Claudia Pechstein · Alemania                     | Mie Uehara Japón                                 |                                                  |
| XCI       | 1997        | Nagano ( Japón)                                  | Gunda Niemann · Alemania                         | Claudia Pechstein · Alemania                     | Tonny de Jong · Países Bajos                     |                                                  |
| XCII      | 1998        | Heerenveen · ( Países Bajos)                     | Gunda Niemann-Stirnemann · Alemania              | Claudia Pechstein · Alemania                     | Anni Friesinger · Alemania                       |                                                  |
| XCIII     | 1999        | Hamar · ( Noruega)                               | Gunda Niemann-Stirnemann · Alemania              | Claudia Pechstein · Alemania                     | Tonny de Jong · Países Bajos                     |                                                  |
| XCIV      | 2000        | Milwaukee ( Estados Unidos)                      | Claudia Pechstein · Alemania                     | Gunda Niemann-Stirnemann · Alemania              | Maki Tabata Japón                                |                                                  |
| XCV       | 2001        | Budapest · ( Hungría)                            | Anni Friesinger · Alemania                       | Claudia Pechstein · Alemania                     | Renate Groenewold · Países Bajos                 |                                                  |
| XCVI      | 2002        | Heerenveen · ( Países Bajos)                     | Anni Friesinger · Alemania                       | Cindy Klassen · Canadá                           | Claudia Pechstein · Alemania                     |                                                  |
| XCVII     | 2003        | Gotemburgo · ( Suecia)                           | Cindy Klassen · Canadá                           | Claudia Pechstein · Alemania                     | Daniela Anschütz · Alemania                      |                                                  |
| XCVIII    | 2004        | Hamar · ( Noruega)                               | Renate Groenewold · Países Bajos                 | Claudia Pechstein · Alemania                     | Wieteke Cramer · Países Bajos                    |                                                  |
| XCIX      | 2005        | Moscú · ( Rusia)                                 | Anni Friesinger · Alemania                       | Cindy Klassen · Canadá                           | Claudia Pechstein · Alemania                     |                                                  |
| C         | 2006        | Calgary · ( Canadá)                              | Cindy Klassen · Canadá                           | Claudia Pechstein · Alemania                     | Kristina Groves · Canadá                         |                                                  |
| CI        | 2007        | Heerenveen · ( Países Bajos)                     | Ireen Wüst · Países Bajos                        | Anni Friesinger · Alemania                       | Cindy Klassen · Canadá                           |                                                  |
| CII       | 2008        | Berlín · ( Alemania)                             | Paulien van Deutekom · Países Bajos              | Ireen Wüst · Países Bajos                        | Kristina Groves · Canadá                         |                                                  |
| CIII      | 2009        | Hamar · ( Noruega)                               | Martina Sáblíková · República Checa              | Kristina Groves · Canadá                         | Ireen Wüst · Países Bajos                        |                                                  |
| CIV       | 2010        | Heerenveen · ( Países Bajos)                     | Martina Sáblíková · República Checa              | Kristina Groves · Canadá                         | Ireen Wüst · Países Bajos                        |                                                  |
| CV        | 2011        | Calgary · ( Canadá)                              | Ireen Wüst · Países Bajos                        | Christine Nesbitt · Canadá                       | Martina Sáblíková · República Checa              |                                                  |
| CVI       | 2012        | Moscú · ( Rusia)                                 | Ireen Wüst · Países Bajos                        | Martina Sáblíková · República Checa              | Christine Nesbitt · Canadá                       |                                                  |
| CVII      | 2013        | Hamar · ( Noruega)                               | Ireen Wüst · Países Bajos                        | Diane Valkenburg · Países Bajos                  | Yekaterina Shijova · Rusia                       |                                                  |
| CVIII     | 2014        | Heerenveen · ( Países Bajos)                     | Ireen Wüst · Países Bajos                        | Olga Graf · Rusia                                | Yvonne Nauta · Países Bajos                      |                                                  |
| CIX       | 2015        | Calgary · ( Canadá)                              | Martina Sáblíková · República Checa              | Ireen Wüst · Países Bajos                        | Ida Njåtun · Noruega                             |                                                  |
| CX        | 2016        | Berlín · ( Alemania)                             | Martina Sáblíková · República Checa              | Ireen Wüst · Países Bajos                        | Antoinette de Jong · Países Bajos                |                                                  |
| CXI       | 2017        | Hamar · ( Noruega)                               | Ireen Wüst · Países Bajos                        | Martina Sáblíková · República Checa              | Miho Takagi Japón                                |                                                  |
| CXII      | 2018        | Ámsterdam · ( Países Bajos)                      | Miho Takagi Japón                                | Ireen Wüst · Países Bajos                        | Annouk van der Weijden · Países Bajos            |                                                  |
| CXIII     | 2019        | Calgary · ( Canadá)                              | Martina Sáblíková · República Checa              | Miho Takagi Japón                                | Antoinette de Jong · Países Bajos                |                                                  |
| CXIV      | 2020        | Hamar · ( Noruega)                               | Ireen Wüst · Países Bajos                        | Ivanie Blondin · Canadá                          | Antoinette de Jong · Países Bajos                |                                                  |
| CXV       | 2022        | Hamar · ( Noruega)                               | Irene Schouten · Países Bajos                    | Miho Takagi Japón                                | Antoinette de Jong · Países Bajos                |                                                  |
| CXVI      | 2024        | Inzell · Alemania                                | Joy Beune · Países Bajos                         | Marijke Groenewoud · Países Bajos                | Antoinette de Jong · Países Bajos                |                                                  |

### Medallero histórico
- Medallas obtenidas en la clasificación general (hasta Inzell 2024).

| Núm. | País            | Oro | Plata | Bronce | Total |
| ---- | --------------- | --- | ----- | ------ | ----- |
| 1    | Rusia           | 24  | 26    | 21     | 71    |
| 2    | Alemania        | 22  | 20    | 10     | 52    |
| 3    | Países Bajos    | 17  | 12    | 22     | 51    |
| 4    | República Checa | 5   | 2     | 1      | 8     |
| 5    | Canadá          | 3   | 6     | 5      | 14    |
| 6    | Finlandia       | 3   | 3     | 2      | 8     |
| 7    | Noruega         | 2   | 3     | 8      | 13    |
| 8    | Estados Unidos  | 2   | 1     | 5      | 8     |
| 9    | Japón           | 1   | 3     | 4      | 8     |
| 10   | Austria         | 1   | 2     | 0      | 3     |
| 11   | Corea del Norte | 0   | 1     | 0      | 1     |
| 11   | Kazajistán      | 0   | 1     | 0      | 1     |
| 13   | Rumania         | 0   | 0     | 1      | 1     |
| 13   | Polonia         | 0   | 0     | 1      | 1     |
|      | TOTAL           | 80  | 80    | 80     | 240   |

## Medallero histórico total
- Medallas obtenidas en la clasificación general (hasta Inzell 2024).

| Núm. | País            | Oro | Plata | Bronce | Total |
| ---- | --------------- | --- | ----- | ------ | ----- |
| 1    | Países Bajos    | 57  | 32    | 52     | 141   |
| 2    | Noruega         | 38  | 38    | 40     | 116   |
| 3    | Rusia           | 35  | 44    | 33     | 112   |
| 4    | Alemania        | 22  | 21    | 12     | 55    |
| 5    | Finlandia       | 12  | 13    | 5      | 30    |
| 6    | Estados Unidos  | 10  | 6     | 10     | 26    |
| 7    | República Checa | 5   | 2     | 1      | 8     |
| 8    | Canadá          | 4   | 6     | 5      | 15    |
| 9    | Suecia          | 4   | 3     | 6      | 13    |
| 10   | Japón           | 1   | 5     | 6      | 12    |
| 11   | Italia          | 1   | 3     | 3      | 7     |
| 12   | Austria         | 1   | 3     | 2      | 6     |
| 13   | Hungría         | 1   | 0     | 1      | 2     |
| 14   | Corea del Norte | 0   | 1     | 0      | 1     |
| 14   | Francia         | 0   | 1     | 0      | 1     |
| 14   | Kazajistán      | 0   | 1     | 0      | 1     |
| 14   | Letonia         | 0   | 1     | 0      | 1     |
| 14   | Reino Unido     | 0   | 1     | 0      | 1     |
| 19   | Bélgica         | 0   | 0     | 3      | 3     |
| 20   | Polonia         | 0   | 0     | 1      | 1     |
| 20   | Rumania         | 0   | 0     | 1      | 1     |
|      | TOTAL           | 191 | 181   | 181    | 553   |

1. 1 2 3  Incluye las medallas obtenidas por la URSS.
2. 1 2  No incluye la medalla de oro obtenida en el campeonato inoficial de 1891.
3. 1 2 3  Incluye las medallas obtenidas por la RDA.